# Atac Max Lange
L'atac Max Lange és una obertura d'escacs que pot sorgir a partir de diferents línies d'obertura, inclosa la defensa dels dos cavalls, defensa Petrov, gambit escocès, obertura de l'alfil, gambit del centre, i giuoco piano. S'anomena així en honor del mestre alemany Max Lange, que va suggerir-la el 1854.
|  |

## Ordres de jugades
Dos dels ordres de jugades més sovint vistos són 1.e4 e5 2.Cf3 Cc6 3.Ac4 Cf6 (la defensa dels dos cavalls) 4.d4 exd4 5.0-0 Ac5 6.e5 i 1.e4 e5 2.Cf3 Cc6 3.d4 exd4 4.Ac4 (el gambit escocès) Ac5 5.0-0 Cf6 6.e5.
Després de 6.e5, les negres tenen dues respostes principals. 6...Cg4 és jugable, però rarament vista. Més comuna és 6...d5, quan la línia principal continua 7.exf6 dxc4 8.Te1+ Ae6 9.Cg5 Dd5 (9...Dxf6?? 10.Cxe6 fxe6 11.Dh5+ seguit per 12.Dxc5 és una trampa notable) 10.Cc3 Df5 (10...dxc3?? 11.Dxd5 guanya, ja que 11...Axd5 és il·legal) 11.Cce4 0-0-0 amb joc complicat.
Una alternativa per les blanques és 8.fxg7 Tg8 9.Ag5, analitzada per Lev Gutman i Stefan Bucker a Kaissiber, i que ells consideren bona per les blanques. La resposta usual de les negres és 9...Ae7 10.Axe7 Rxe7.

## Partida il·lustrativa
H. Vatter-John Nunn, Bundesliga 1986
1.e4 e5 2.Cf3 Cc6 3.Ac4 Cf6 4.d4 exd4 5.O-O Ac5 6.e5 d5 7.exf6 dxc4 8.Te1+ Ae6 9.Cg5 Dd5 10.Cc3 Df5 11.Cce4 O-O-O 12.g4 De5 13.fxg7 Thg8 14.Cxe6 fxe6 15.Ah6 d3 16.c3 d2 17.Te2 Td3 18.Cxc5 Dxc5 19.Txd2 Ce5 20.Txd3 cxd3 21.Rg2 Dd5+ 22.Rg3 Dd6 23.Af4 Txg7 24.h3 Tf7 25.Da4 Dc6 26.Dxc6 Cxc6 ½–½